# O’Hagan
O’Hagan ist ein irischer Familienname, anglisierte Form der beiden irischen Namen Ó hÁgáin und Ó hAodhagáin mit der Bedeutung ein „männlicher Abkömmling von Aodh“, einem vorchristlichen Gott. Hagan ist eine Variante des Namens.

## Namensträger

### O’Hagan
- Andrew O’Hagan (* 1968), schottischer Schriftsteller und Journalist
- Ciaran O’Hagan (* 19**), nordirischer Sänger (Waylander)
- Dermot O’Hagan (* 19**), nordirischer Gitarrist (Waylander)
- John O’Hagan (1822–1890), irischer Jurist und Schriftsteller
- Keeley O’Hagan (* 1994), neuseeländische Hochspringerin
- Seán Patrick Michael Sherrard O’Hagan, (* 1954), irischer Sänger und Komponist, siehe Johnny Logan

### Hagan
- Billy Hagan (1932–2007), US-amerikanischer Unternehmer, Automobilrennfahrer und Rennstallbesitzer
- Cliff Hagan (* 1931), US-amerikanischer Basketballspieler
- George Hagan (* 1938), ghanaischer Hochschullehrer und Politiker
- George Elliott Hagan (1916–1990), US-amerikanischer Politiker
- James Hagan (1904–1976), britischer römisch-katholischer Geistlicher, Bischof von Makurdi
- Jim Hagan (* 1956), nordirischer Fußballspieler
- Jimmy Hagan (1918–1998), englischer Fußballspieler und -trainer
- John Hagan (* 1946), kanadisch-amerikanischer Soziologe und Kriminologe
- John Raphael Hagan (1890–1946), US-amerikanischer römisch-katholischer Geistlicher, Weihbischof in Cleveland
- Kay Hagan (1953–2019), US-amerikanische Politikerin
- Kevin Hagan (* 1957), neuseeländischer Fußballspieler
- Molly Hagan (* 1961), US-amerikanische Schauspielerin
- Sarah Hagan (* 1984), US-amerikanische Schauspielerin
- Thomas Hagan (* 1941), US-amerikanischer Attentäter, Mörder von Malcolm X